# Posse
Le posse (termine che nella lingua latina indica "potere") sono un fenomeno musicale sviluppatosi tra la fine degli anni ottanta e i primi anni novanta del XX secolo.
Basandosi sul significato originario di posse comitatus, indicante una sorta di milizia locale, la parola posse è entrata nell'uso colloquiale della lingua inglese per riferirsi a vari tipi di squadre, cricche o bande, anche di tipo criminale. Il termine si è esteso poi in altre lingue. Tra gli anni ottanta e gli anni novanta del XX secolo in particolare in Italia, le posse sono formazioni musicali alternative.
Le posse nascono in sintonia con lo sviluppo dei movimenti dei centri sociali. Gli artisti delle posse prediligono infatti particolari tematiche come quelli d'attualità politica nonché di informazione discostatesi da quella diffusa dai canali tradizionali, impegno sociale e cittadinanza attiva. Tra gli anni ottanta e gli anni novanta del XX secolo la musica alternativa si concretizzò nel punk rock, nel reggae (giamaicano) e nel rap (statunitense).
In Italia allora furono molti gli artisti che abbracciarono questi diversi generi musicali, racchiudendosi in un'unica corrente, Le Posse. Questo fenomeno puramente underground si diffuse in tutto il territorio nazionale senza passare dalla grande distribuzione, percorrendo circuiti alternativi, appoggiati spesso dai centri sociali, dei quali talvolta divenivano veri portavoce. La loro musica, prevalentemente raggamuffin rap (incrocio tra raggamuffin e rap), tocca temi sociali e politici, spesso con una chiara connotazione antifascista e comunista.

## Le posse
Gli artisti italiani che sono nati all'interno del movimento culturale delle posse, sono (ordine alfabetico):
- 99 Posse (1991 - 1994 e 1996 - 2005 - in attività)
- Africa Unite (1981 - In attività)
- AK47 (1991 - 1996)
- Almamegretta (1991 - In attività)
- Assalti Frontali (1991 - In attività)
- Banda Bassotti (1987 - 1996 e 2001 - in attività)
- Bisca (1981 - 1994 e 1996 - In attività)
- Bisca99Posse (1994 - 1996)
- Casino Royale (1987 - 1997 e 2002 - in attività)
- C.U.B.A. Cabbal (1994 - in attività)
- Dainamaita Posse (1992 - 1997)
- La'Broster (2002 - (2007
- DJ Gruff (1982 - in attività)
- DJ War (1989 - in attività)
- DLH Posse (1996 - In attività)
- Dr. Drer & CRC posse (1991 - in attività)
- Fratelli di Soledad (1989 - in attività)
- Gaudi (aka Lele Gaudį́) (1981 - In attività)
- Isola Posse All Stars (1990 - 1991, poi Sangue Misto)
- Jaka (1987 - In attività)
- Il Generale
- L.H.P. Lion Horse Posse (poi Piombo a Tempo)
- Lou X (1991 - In attività)
- Mau Mau (1991 - In attività)
- Neffa e i Messaggeri della Dopa (1996)
- Niù Tennici (1991 - In attività)
- Nuovi Briganti (1991 - 1996)
- Onda Rossa Posse (1987 - 1991, poi Assalti Frontali)
- Otierre (1991 - 1998)
- Ottavo Padiglione
- 'o Zulù (2005 prima 99 Posse - In attività)
- Papa Ricky (1990 - In attività)
- Pitura Freska
- Radical Stuff (1986 - 1999)
- Rap Caverna Posse (2011 - in attività)
- Razza Ribelle Posse (1995 - In attività)
- Sangue Misto (1994)
- Salento posse (oggi Sud Sound System)
- Sa Razza Posse (1990 - In attività)
- Sensasciou (1991 - 2003)
- Sergio Messina / RadioGladio
- Üstmamò (1991 - 2003)
- Villa Ada Posse (1991 - In attività)